# Communauté de communes Centre Armor Puissance 4
Die Communauté de communes Centre Armor Puissance 4 (Kurzform: CAP 4) ist ein ehemaliger französischer Gemeindeverband mit der Rechtsform einer Communauté de communes im Département Côtes-d’Armor in der Region Bretagne. Der Gemeindeverband wurde am 29. Dezember 1993 gegründet und bestand aus drei Gemeinden. Der Verwaltungssitz befand sich im Ort Plœuc-sur-Lié.

## Historische Entwicklung
Mit Wirkung vom 1. Januar 2017 fusionierte der Gemeindeverband mit
- Saint-Brieuc Agglomération Baie d’Armor,
- Communauté de communes Sud-Goëlo sowie
- Quintin Communauté,

und bildete so die Nachfolgeorganisation Saint-Brieuc Armor Agglomération.

## Ehemalige Mitgliedsgemeinden
1. Le Bodéo
2. Plaintel
3. Plœuc-L’Hermitage (Commune nouvelle)